# Paolo Cento
Paolo Cento, all'anagrafe Pier Paolo Cento (Roma, 10 luglio 1962), è un politico italiano.

## Biografia
Laureato in giurisprudenza, è giornalista pubblicista iscritto dal 2002 all'Ordine dei Giornalisti del Lazio.
Inizia il suo impegno politico nei gruppi cattolici e nell'Associazione Guide e Scouts Cattolici Italiani (AGESCI).
Nel 1985 è stato tra i fondatori della Federazione delle Liste Verdi, con cui viene eletto consigliere comunale (1985-1989) e provinciale (1990-1994) a Roma, dove ricopre l'incarico di assessore all'ambiente dal 1994 al 1995.
Alle elezioni regionali nel Lazio del 1995 si candida con i Verdi, nella mozione del giornalista indipendente Piero Badaloni, venendo eletto nella circoscrizione di Roma in consiglio regionale del Lazio.
Alle elezioni politiche del 1996 è eletto alla Camera dei Deputati, nella circoscrizione Lazio 1, nel collegio uninominale nº 19 (Roma-Gianicolense) sostenuto da L'Ulivo (in quota Verdi), sconfiggendo di stretta misura il candidato della Polo per le Libertà Gianni Alemanno, dimettendosi da consigliere regionale del Lazio.
Durante il primo governo Prodi ricopre l'incarico di Segretario della commissione speciale per l'esame dei progetti di legge recanti misure per la prevenzione e la repressione dei fenomeni di corruzione e dal settembre 1999 quello di componente della 9ª Commissione Trasporti, poste e telecomunicazioni.
Alle elezioni politiche del 2001 viene rieletto alla Camera dei Deputati, nella circoscrizione Emilia-Romagna, nel collegio uninominale di San Giovanni in Persiceto, sempre sostenuto da L'Ulivo (in quota Verdi).
Nel corso della XV legislatura è stato vicepresidente della 2ª Commissione Giustizia e componente della Giunta delle elezioni.
Alle elezioni politiche del 2006 è eletto per la terza volta alla Camera dei Deputati, nella circoscrizione Emilia-Romagna, nelle liste della Federazione dei Verdi.

### Sottosegretario al MEF
Con il secondo governo Prodi viene nominato Sottosegretario di Stato al Ministero dell'Economia e delle Finanze.
Riceve l'incarico di Governatore per l'Italia dell'IFAD (International Fund for Agricultural Development). Istituisce inoltre presso il Ministero dell'Economia e delle Finanze la Commissione per la Contabilità e il Bilancio Ambientale di cui è stato presidente.
Alle successive elezioni politiche del 2008, la Federazione dei Verdi si presenta nella lista unica di sinistra La Sinistra l'Arcobaleno, nelle cui liste Cento è candidato al Senato della Repubblica nella regione Emilia-Romagna, tuttavia la lista non elegge alcun parlamentare.

### Sinistra Ecologia Libertà
Nel 2009 è tra i protagonisti del congresso dei Verdi, in quanto sostiene la mozione del segretario uscente Grazia Francescato, riguardante la possibile confluenza nel nuovo soggetto Sinistra Ecologia Libertà. Cento, in disaccordo con i neo-eletti vertici, fonda l'Associazione Ecologisti con la quale entra al fianco di Nichi Vendola, venendo per questo espulso dai Verdi (di cui in realtà non faceva più parte).
Nel 2013 fonda il comitato "Paolo Cento x Roma - le primarie delle idee", lasciando intendere che si aggiunge come possibile candidato alle Comunali di Roma del 26 maggio. Dopo l'adesione di SEL al percorso de l'Altra Europa con Tsipras entra a far parte del Comitato centrale.
A luglio 2015 viene nominato coordinatore di SEL nell'area metropolitana di Roma.

### Sinistra Italiana
Nel 2017, con lo scioglimento di Sinistra Ecologia Libertà, confluisce in Sinistra Italiana. Conduce un programma giornaliero presso Radio Roma Capitale, emittente di servizio per l'area di Roma, del gruppo Roma Radio.
Alle elezioni amministrative del 2021 sostiene la candidatura a sindaco di Roma Roberto Gualtieri.
Il 14 dicembre 2021 annuncia dalle pagine de Il manifesto la sua uscita da Sinistra Italiana.

### Coordinamento 2050 e Lista Santoro
Il 22 ottobre del 2022, dopo aver sostenuto il Movimento 5 Stelle alle elezioni politiche del 2022, dà vita insieme a Loredana De Petris e Stefano Fassina, a “Coordinamento 2050. Civico, Ecologista e di Sinistra”, una rete progressista che guarda al partito di Giuseppe Conte  e che, insieme al Movimento 5 Stelle, sostiene Donatella Bianchi alle regionali nel Lazio del febbraio 2023 raccogliendo l’1,2% con un eletto. 
In occasione delle elezioni europee del 2024 sostiene Pace Terra Dignità, lista promossa da Michele Santoro. Pace Terra Dignità si ferma al 2,2%, senza superare la soglia di sbarramento.